# ChHS Chersoń
ChHS Chersoń (ukr. «ХГС» [Херсонський гурток спорту] Херсон) – ukraiński klub piłkarski z siedzibą w mieście Chersoń, na południu kraju, działający w latach 1912–1923.

## Historia
Chronologia nazw:
- 1907: Sporting-Klub Chersoń (ukr. «Спортінг-Клуб» Херсон, «Херсонський спортивний клуб», ros. «Спортинг-Клуб» Херсон, «Херсонский спортивный клуб»)
- 1912: ChHS Chersoń (ukr. «ХГС» [Херсонський гурток спорту], ros. «ХКС» [Херсонский кружок спорта])
- 1923: klub rozwiązano

Drużyna piłkarska Sporting-Klub (znany również w niektórych źródłach w tłumaczeniu Chersoński Sportowy Klub) została założona w Chersoniu w 1907 roku. Właśnie wtedy w klubie zaczęli uprawiać piłkę nożną. W 1908 powstał robotniczy zespół piłkarski "Welzewuł", a potem kilka "dzikich" drużyn. W 1911 drużyna Sporting-Klubu rozegrała międzynarodowy mecz z Anglikami i przegrała 1:6. 
W 1912 roku klub został przekształcony w Chersońskie Koło Sportowe, w skrócie ChHS lub z ros. ChKS. A w 1913 wziął udział w drugich Mistrzostwach Imperium Rosyjskiego. W pierwszej edycji (1912) wzięły udział tylko trzy drużyny. Ale w drugiej rywalizowało ponad dziesięć drużyn: Petersburg, Moskwa, Charków i inne. Zadebiutowała także drużyna Chersoniu. Najpierw w goście mieli przyjechać zawodnicy Sewastopola. Nie pojawili się jednak na meczu. Zespół Chersoniu awansował do kolejnej rundy mistrzostw w grupie południowej. Z kolei drużynie Odessy udało się pokonać drużynę Nikołajewa 3:2. W kolejnej rundzie spotkały się drużyny Odessy i Chersoniu. Reprezentanci Odessy okazali się znacznie silniejsi od piłkarzy Chersoniu, pokonując rywali 10:0. 
W 1923 roku klub został rozwiązany, po tym jak nowy rząd radziecki decyzją Rady Komisarzy Ludowych RSFSR z 27 czerwca 1923 roku postanowił rozwiązać organizacje sportowe utworzone na mocy prawa Imperium Rosyjskiego.

## Sukcesy
- mistrzostwa Imperium Rosyjskiego:
  - półfinalista (1): 1913